# Kunisaki-Halbinsel
Die Kunisaki-Halbinsel (jap. 国東半島, Kunisaki-hantō) ist eine Halbinsel in der Präfektur Ōita in Japan.
Sie liegt nordöstlich von Ōita. Nördlich erstreckt sich die Meeresregion Suō-nada, östlich Iyo-nada und südlich die Beppu-Bucht, die jeweils zur Seto-Inlandsee gehören. Zu den Gemeinden auf der Halbinsel gehören Bungo-Takada, Kitsuki, Kunisaki und Hiji. Fünf Kilometer vor der Küste liegt die Insel Himeshima.
Die Halbinsel wurde durch Vulkane gebildet. Deren größter ist der 732 m hohe Futago-san (両子山).